# Hobit: Šmakova dračí poušť
Hobit: Šmakova dračí poušť (anglicky The Hobbit: The Desolation of Smaug) je druhý díl filmové trilogie Hobit režiséra Petera Jacksona. Film měl premiéru v prosinci 2013. Navazuje na film Hobit: Neočekávaná cesta a pokračování tvoří film Hobit: Bitva pěti armád z roku 2014. Filmová trilogie je založená na knižní předloze od J. R. R. Tolkiena Hobit aneb Cesta tam a zase zpátky z roku 1937.
Příběh pojednává o pokračování cesty výpravy Bilba Pytlíka a družiny trpaslíků k Osamělé hoře, která je řadu let obsazena drakem Šmakem.

## Obsazení

### Thorin a spol.
| Martin Freeman   | Bilbo Pytlík; hobit, lupič výpravy |
| Richard Armitage | Thorin Pavéza; trpasličí princ     |
| Ken Stott        | Balin                              |
| Graham McTavish  | Dvalin                             |
| Aidan Turner     | Kili                               |
| Dean O'Gorman    | Fili                               |
| Mark Hadlow      | Dori                               |
| Jed Brophy       | Nori                               |
| Adam Brown       | Ori                                |
| John Callen      | Óin                                |
| Peter Hambleton  | Glóin                              |
| William Kircher  | Bifur                              |
| James Nesbitt    | Bofur                              |
| Stephen Hunter   | Bombur                             |

### Ostatní
| Ian McKellen         | Gandalf; šedý čaroděj                     |
| Luke Evans           | Bard Lučištník; lodník z jezerního města  |
| Lee Pace             | Thranduil; král elfů                      |
| Orlando Bloom        | Legolas; elfí princ                       |
| Evangeline Lilly     | Tauriel; kapitánka elfích stráží          |
| Manu Bennett         | Azog; náčelník skřetů z Morie             |
| Lawrence Makoare     | Bolg; Azogův syn                          |
| Benedict Cumberbatch | Šmak; drak                                |
| Stephen Fry          | Pán Jezerního města                       |
| Cate Blanchett       | Galadriel; elfská paní Lórienu            |
| Mikael Persbrandt    | Medděd; samotářský kožoměnec              |
| Sylvester McCoy      | Radagast; hnědý čaroděj                   |
| Mark Mitchinson      | Braga; kapitán stráží Jezerního města     |
| Ryan Gage            | Alfrid; osobní sluha Pána Jezerního města |

## Děj
Rok po začátku výpravy na Erebor se Bilbo Pytlík, Gandalf Šedý a Thorin Pavéza s družinou 12 trpaslíků schovávají v horách před Azogem Znesvětitelem a jeho skřetí skupinou na vlcích. Bilbo při obhlídce ale zahlédne obrovského medvěda, kterého považuje za další potenciální hrozbu. Gandalf všem vysvětlí, že se jedná o kožoměnce jménem Medděd. Družina potřebuje najít přes noc útočiště, kde by se ukryli před skřety, a tak vtrhnou do domu poblíž. Ten patří Meddědovi, který je na noc přichýlí a odplaší skřety. Hory prý obýval jeho národ, než je Azog vyhladil. Dá jim poníky a sdělí Gandalfovi, že skřeti z Morie uzavřeli spojenectví s černokněžníkem Nekromantem v Dol Gulduru. Přijdou k Temnému Hvozdu, kde se s nimi Gandalf rozloučí a vydá se do Vysokých skal (zde se nachází hrobka devíti prstenových přízraků). Trpaslíci však kvůli otrávenému vzduchu zabloudí a jsou zajati a málem snědeni obřími pavouky. Vysvobodí je Bilbo, kterému se podaří zachránit se, s pomocí lesních elfů pod vedením prince Legolase a velitelky Tauriel. Ti sice pozabíjí pavouky, trpaslíky však zajmou a odvedou před krále Thranduila, který chce s Thorinem uzavřít dohodu. Nabídne mu, že ho i s družinou pustí výměnou za část z bohatství, které se v jeho království nachází. Ten ale na jeho dohodu nepřistoupí a délka jejich pobytu je stanovena k jednomu století. Bilbo se za pomoci prstenu zneviditelní a vysvobodí je. Když elfové zjistí, že uprchli, snaží se je rychle zastavit. Na zámek elfů však v tu chvíli zaútočí skupina skřetů pod vedením Azogova syna Bolga, který Kiliho střelí Morgulským šípem. V další scéně se mezitím Gandalf střetne s Radagastem u Vysokých skal. Zde ležící hrobky devíti Nazgûlů jsou otevřené. Gandalf konečně složí skládačku. Zjistí, že Sauron je zpět a upírá zrak k Osamělé hoře. Musí opustit své přátele a s Radagastem se vydají do Dol Gulduru. Trpaslíci uniknou k jezeru, které nyní leží mezi nimi a Osamělou horou. Potkají Barda Lučištníka, který je za úplatek propašuje do města. Zbraně, které jim dá, se jim, bohužel, nelíbí, tak vykradou zbrojnici, zraněný Kili ale zbraně neunese a prozradí je. Jsou tedy zatčeni strážemi a předvedeni před starostu. Thorin i přes Bardovo varování přesvědčí lidi, aby jim dovolili vstoupit do hory a on jim za to slíbí část z pokladu. Ráno se výprava vydá k hoře a kvůli časové tísni (Durinův den, jediná možnost, kdy je možné vstoupit to hory, je už skoro na místě) musí na místě nechat Bofura a Kiliho, protože ten je ještě pořád zraněn. Fili a Óin s nimi zůstanou. U vyhlídky, kde na skupinu měl čekat Gandalf, nikdo není a Thorin na něj nemíní čekat. V jezerním městě Kilimu začíná působit Morgulský jed. Jdou pro pomoc k Bardovi. Objeví se však Bolg se skupinou skřetů, který má za úkol zabít Thorina. Byli ale sledováni Legolasem a Tauriel a začne boj. Tauriel zachrání Kiliho kouzelnou bylinou a on jí vyzná lásku. Bolg se vydá na vrrkovi na sever Mlžných hor. Legolas si vezme koně a vyrazí za ním. Thorin s ostatními najde tajné dveře po pár neúspěšných pokusech, dostanou se do hory a Bilbo má za úkol získat od draka cíl výpravy – zářivý drahokam Arcikam. Gandalf pošle Radagasta za bílou radou a jde do pevnosti sám. Zde jej napadne Azog a jeho skřeti. Gandalf uvidí v podzemí celou armádu skřetů a vrrků. V pevnosti najde i Thorinova otce Thráina II., o kterém si už myslel, že je dávno mrtev. Chtějí z pevnosti utéct, ale narazí na Nekromanta. Ten jej porazí a odhalí svoji podobu. Nekromant je skutečně Sauron. Gandalf je uvězněn a sleduje pochod obrovské skřetí armády (pod Azogovým velením) k Osamělé hoře. Bilbo vejde do síní plných zlata a pokladů. Najde a vezme Arcikam, ale omylem vzbudí obrovského Šmaka. Ten jej sleduje, vyslýchá a Bilbo se mu lichotkami snaží utéct. Najde Thorina, kterého postupně začína přepadat chamtivost, stejně jako jeho předky; zajímá ho jen Arcikam, ne však Bilbův život. Trpaslíci Šmaka nalákají do obrovské síně, za jeho pomoci (ohnivým dechem) rozžeraví zlato, které roztaje a to pak něj vylijou. Drak ale přežije a chce pomstu. Vyletí z hory a letí zničit jezerní město.

## Přijetí
Film vydělal 258,3 milionů dolarů v Severní Americe a 702 milionů dolarů v ostatních oblastech, celkově tak vydělal 960 milionů dolarů po celém světě. Rozpočet filmu činil 225 milionů dolarů. Za první víkend docílil nejvyšší návštěvnosti, kdy vydělal 73,6 milionů dolarů. Nejvyšší návštěvnost si držel tři týdny.
Film získal pozitivní kritiku. Na recenzní stránce Rotten Tomatoes získal z 212 započtených recenzí 75 procent s průměrným ratingem 6,9 bodů z deseti. Na serveru Metacritic snímek získal z 44 recenzí 66 bodů ze sta. Na Česko-Slovenské filmové databázi snímek získal 80% a drží si 99. místo v žebříčku nejoblíbenějších filmů.